# Савински буквар из манастира Савина
Савински буквар из манастира Савина штампа  у Русији 1692. године, сматра се једним од најстаријих српских буквара, и доказ настојања о културном и просветном уздизању српског народа у оквиру његове православне цркве. Овај буквар је и сведок великог утицаја царске Русије на образовање и очување идентитета српског народа у једном историјски пресудном тренутку. У Херцег Нови, и манастир Савину, Буквар је, претпоставља се дошао посредством требињских монаха или га је донео лично архимандрит манастира Савине Леонтин Аврановић, а порекло породице Аврамовић везује се за Требиње, потом и за село Требесин код Херцег Новог.

## Историја
Буквар је у само 106 примерака штампан за Царску породицу Романов у Москви од 1692. године до завршетка око 1694. године од стране руског јеромонаха Кариона Истомина. 
Буквар у Требињу
Буквар је у Требиње стигао, у првој половини 18. века, заслугом Тврдошко-Савинског јеромонаха Леонтија Аврамовића који је припадао старом требињском братству Аврамовића. За Леонтија Аврамовића знамо из докумената да је више пута боравио у Москви и био гост породице грофа Саве Владиславића. Претпоставља се да је он након једне од тих посета Русији и донео буквар у Херцеговину.
Не треба искључити ни другачији пут Буквара од Москве до Херцеговине, јер је то доба огромне помоћи која је преко породице Владиславић, и преко херцеговачких монаха доспевала до српсдских манастира и школа, тако да је сасвим могуће да су Владиславићи овај Буквар и по неком другом послали у Требиње мада за то нема писаних трагова као ни за Леонтија Аврамовића.
Буквар у манастиру Савина
Један од тих 106 примерака, након што је доспео у Требиње пренет је у Савинском манастиру код Херцег Новог, где си и данас чува, као најстарији примерак правог српског буквара, констатовао је у својим истраживањима историчар др Горан Ж. Комар који га је открио и указао на његову важност.
Буквар је први пут рестауриран у Задру 1746. године уз настојање и труд јеромонаха Симеона Марковића (Дракуличић) из Никшића, замонашеног у Савини.

## Опис издања
За разчилику од најстаријег српског штампаног буквара, којим се сматра Буквар Саве Инока Дечанца, из периода употребе српскословенског језика, објављен у Млецима (Венеција) 1597. године, на четири стране, Савински Буквар које штампан на 41 страну и богато је илустрован са преко 400 цртежа, и писан је на рускословенском редакцијом старословенског језика..
Буквар има и предговор у коме се наводи  да ова књига служи подучавању не само дечака и мушкараца (како је то било уобичајно у то време), већ и девојчица и жена.
На самом почетку књиге је гравура Исуса окруженог ученицима који му доносе папирусе на којима стоје имена разних научних дисциплина – теологија, филозофија, реторика, астрономија, граматика и геометрија. Ово јасно указује на благослов цркве на свакога ко изучава науке.

## Значај
Историјски значај Савинског буквара огледа се у томе што говори о  повезаност Требиња, Херцег Новог и Никшића и показаује континуитет заједничке културе кроз векове, као и невероватну важност самог Буквара из кога су сви образовани Херцеговци 17. 18. и 19. века стицали прва знања.
Из овога буквара прва знања стекао је и Петар II Петровић Његош. Неки његови биографи спомињу да је Његош баш у овом Буквару по први пут под словом Ш видео и дознао за игру Шах (Шахмат).

## Репринт буквара
Удружење ”Ћирилица” из Требиња, и Републике Српске данас заслужно за полуларизацију овог буквара јер је 2016. године уз благослов архиепископа Амфилохија Радовића урадили репринт (фототипско издање) ове књиге у тиражу од 1.000 примерака.
Овим репринтом  чији приређивачи су: др Горан Комар, проф. др Јелица Стојановић и проф. Весна Андрић,  људи из Републике Српске из године у годину доказују да су велики чувари српства на простору Балкана.